# Kim Jeong-Mi
Kim Jeong-Mi (en coreano: 정미김; 16 de junio de 2000) es una deportista surcoreana que compite en esgrima, especialista en la modalidad de sable. Ganó una medalla de plata  en el Campeonato Mundial de Esgrima de 2025, en la prueba por equipos.

## Palmarés internacional
| Campeonato Mundial | Campeonato Mundial | Campeonato Mundial | Campeonato Mundial |
| Año                | Lugar              | Medalla            | Prueba             |
| ------------------ | ------------------ | ------------------ | ------------------ |
| 2025               | Tiflis (Georgia)   | Medalla de plata   | Sable por equipos  |